# 2003年12月逝世人物列表
2003年逝世人物列表：1月 - 2月 - 3月 - 4月 - 5月 - 6月 - 7月 - 8月 - 9月 - 10月 - 11月 - 12月
2003年12月逝世人物列表，是用于汇总2003年12月期间逝世人物的列表。

## 依日期排序

### 1日
- 哈姆扎·阿拉維（Hamza Alavi），82歲，巴基斯坦裔英國社會學家和活動家（反對種族歧視運動）。[1]
- 費爾南多·迪里奧（Fernando Di Leo），71歲，義大利電影導演和編劇。[2]
- 克拉克·克尔（Clark Kerr），92歲，美國學者，加州大學伯克利分校校長（1952-58），跌倒併發症。[3]
- 尤金尼奧·蒙蒂，75歲，義大利雪橇運動員（六枚冬奧會雪橇獎牌：1956年兩枚銀牌，1964年兩枚銅牌，1968年兩枚金牌），自殺。[4]
- 卡爾·申克爾（Carl Schenkel），55歲，瑞士電影導演，心臟病發作。[5]

### 2日
- 露絲·南達·安申（Ruth Nanda Anshen），103歲，美國哲學家、作家和編輯。[6]
- 蘇珊娜·克勞蒂埃（Suzanne Cloutier），80歲，加拿大電影女演員，肝癌。[7]
- 艾倫·大衛森（Alan Davidson），79歲，英國美食作家和外交官。[8]
- 維克·戈登（Vic Gordon），92歲，英裔澳大利亞雜耍演員，電視和電影演員。
- 伊格納茲·基希勒，73歲，德國政治家和農業部長（1983-1993）。
- 弗朗西斯·莫裡斯（Frances Morris），95歲，美國女演員。[9]
- 魯道夫·彼得森（Rudolph A. Peterson），98歲，美國銀行家。[10]

### 3日
- Dulce Chacón，49歲，西班牙詩人、小說家和劇作家，胰腺癌。[11]
- 傑伊·迪法尼（Jay Difani），80歲，美國棒球運動員（華盛頓參議員）。[12]
- 艾倫·德魯（Ellen Drew），88歲，美國電影女演員，肝病。[13]
- 西塔·拉姆·戈爾（Sita Ram Goel），82歲，印度歷史學家、活動家、作家和出版商。
- 大衛·海明斯（David Hemmings），62歲，英國演員兼導演，心臟病發作。[14]

### 4日
- John H. Hannah， Jr.，64歲，美國法官（美國德克薩斯州東區聯邦地區法院地區法官），心臟病發作。[15]
- Dezső Lemhényi，85歲，匈牙利水球運動員、教練和奧運冠軍。[16]
- 吉米·史密斯（Jimmy Smith），92歲，蘇格蘭足球運動員。
- 大衛·沃恩（David Vaughan），59歲，英國迷幻藝術家。[17]
- 雅克·維奧（Jacques Viau），84歲，加拿大律師和改革派。

### 5日
- 保羅·巴斯比，85歲，美國棒球運動員（費城費城人隊）。[18]
- 鮑勃·格雷戈里（Bob Gregory），82歲，美國漫畫家和作家。
- 费利克斯·卡什帕，88歲，奧地利花樣滑冰運動員（1936年冬奧會花樣滑冰男子單人滑銅牌）。[19]
- 傑克·凱勒（Jack Keller），61歲，美國撲克玩家。
- 何塞·曼努埃爾·佩蘇多（José Manuel Pesudo），67歲，西班牙足球守門員和教練。
- 安東尼·羅（Antony Rowe），79歲，英國賽艇運動員和奧運選手。[20]
- 格雷戈里奧·加西亞·塞古拉（GregorioGarcíaSegura），74歲，西班牙電影配樂作曲家。
- 田中康郎，71歲，日本配音演員。

### 6日
- 哈迪斯·阿萊馬耶胡，93歲，衣索比亞外交部長和小說家。
- 約翰·賓厄姆（John Bingham），61歲，英國古典鋼琴家。[21]
- 漢斯·霍特（Hans Hotter），84歲，德國歌劇低音男中音。[22]
- 何塞·瑪麗亞·希門尼斯（JoséMaríaJiménez），32歲，西班牙公路自行車賽車手，心臟病發作。[23]
- 巴里·朗（Barry Long），77歲，澳大利亞精神導師和作家。
- P. Madhavan，75歲，印度電影導演和泰米爾電影製片人。
- 卡洛斯·曼努埃爾·阿拉納·奧索里奧，85歲，瓜地馬拉軍事統治者，瓜地馬拉總統。[24]
- 傑里·圖伊特（Jerry Tuite），36歲，美國摔跤手，心臟病發作。

### 7日
- 羅蘭·亞瑟林，86歲，加拿大擊劍運動員（1948年奧運會擊劍，1952年奧運會擊劍，1956年奧運會擊劍）。[25]
- 巴爾塔·巴里（Barta Barri），92歲，匈牙利裔西班牙電影演員。
- 罗伯特·本顿（Robert R. Benton），79歲，美國佈景師，呼吸衰竭。
- 卡爾·F·H·亨利（Carl F. H. Henry），90歲，美國福音派神學家，《今日基督教》雜誌創始人。[26]
- 阿齊·泰勒·莫頓（Azie Taylor Morton），67歲，美國公務員（美國財政部長），中風併發症。[27]
- Joe Skeen，76歲，美國政治家，帕金森病。

### 8日
- 劉易斯·艾倫（Lewis M. Allen），81歲，美國電影和百老匯製片人，七次獲得托尼獎提名，胰腺癌。[28]
- 瑪格麗特·讓·安德森（Margaret Jean Anderson），84歲，加拿大女商人和參議員（代表諾森伯蘭-米拉米奇，新不倫瑞克省）。[29]
- 納爾遜·鮑伯（Nelson Bobb），79歲，美國職業籃球運動員（天普大學，費城勇士隊），癌症。[30]
- Agnès Delahaie，83歲，法國女演員和電影製片人。[31]
- 罗伯特·德特韦勒（Robert Detweiler），73歲，美國賽艇運動員和奧運冠軍，海軍軍官和科學家。[32]
- 鲁本·冈萨雷斯，84歲，古巴鋼琴家。[33]
- Pekka Siitoin，59歲，芬蘭撒旦教徒、神秘主義者和新納粹分子，食道癌。
- 弗朗辛·魏斯韋勒（Francine Weisweiller），87歲，法國社交名媛，讓·科克托（Jean Cocteau）的贊助人。[34]

### 9日
- Carol M. Bundy，61歲，美國連環殺手，心力衰竭。
- 柯受良，50歲，臺灣電影導演、特技演員、歌手和演員，血液中毒。[35]
- Keith McCreary，63歲，加拿大曲棍球運動員，癌症。[36]
- 湯瑪斯·裡斯（Thomas M. Rees），78歲，美國政治家。[37]
- 格拉迪斯·雪萊（Gladys Shelley），91歲，美國作詞家和作曲家。[38]
- 保羅·西蒙（Paul Simon），75歲，美國作家和政治家，美國伊利諾伊州參議員（1985-1997），手術併發症。[39]
- 諾姆·斯隆（Norm Sloan），77歲，美國大學籃球運動員和教練（北卡羅來納州佛羅里達大學城堡）。[40]

### 10日
- 貝古姆·阿比達·艾哈邁德，80歲，印度政治家，印度第一夫人，法赫魯丁·阿裡·艾哈邁德（974-1977）的妻子。
- 羅伯特·巴特利（Robert L. Bartley），66歲，美國報紙編輯（《華爾街日報》社論版）和普利策獎獲得者。[41]
- 張奧偉，81歲，香港律師和政治家，燒傷併發症。
- 伊莉莎白·哈羅爾（Elizabeth Harrower），85歲，美國女演員和電視編劇，癌症。
- 肖恩·麥克洛裡（Sean McClory），79歲，愛爾蘭演員。[42]
- 比爾·莫雷，83歲，美國演員。
- 勞爾·阿曼多·薩沃伊，63歲，阿根廷足球運動員。
- Don Wheeler，81歲，美國棒球運動員（芝加哥白襪隊）。[43]

### 11日
- 瑪律科姆·克拉克（Malcolm Clarke），60歲，英國作曲家。
- 艾哈邁杜·庫魯馬（Ahmadou Kourouma），76歲，象牙海岸小說家。[44]
- 沙阿·艾哈邁德·努拉尼（Shah Ahmad Noorani），77歲，巴基斯坦伊斯蘭學者、神秘主義者、哲學家、復興主義者和極端保守派政治家。[45]
- 安·彼得森（Ann Petersen），76歲，比利時女演員。[46]
- Ram Kishore Shukla，80歲，印度政治家。
- Paulos Tzadua，82歲，衣索比亞天主教亞的斯亞貝巴大主教。

### 12日
- 80歲的亞塞拜然政治家盖达尔·阿利耶夫（Heydar Aliyev）曾擔任亞塞拜然第三任總統。[47]
- Ross Belsher，70歲，加拿大政治家（加拿大不列顛哥倫比亞省弗雷澤河谷東部議會議員）。[48]
- Eva Besnyö，93歲，荷裔匈牙利攝影師。[49]
- 邁克爾·卡森（Michael Casson），78歲，英國陶藝家。[50]
- 約瑟夫·安東尼·費拉裡奧（Joseph Anthony Ferrario），77歲，美國羅馬天主教主教，檀香山主教（1982-1993），心臟病發作。
- 厄爾·吉萊斯皮（Earl Gillespie），81歲，美國體育解說員，密爾沃基勇士隊的配音員。
- Marcello Giombini，75歲，義大利作曲家，好吧。[51]
- 魯道夫·克勞斯（Rudolf Krause），76歲，德國足球運動員和教練。
- 庫爾特·馬格努斯（Kurt Magnus），91歲，德國科學家。
- 法德瓦·圖坎（Fadwa Tuqan），86歲，巴勒斯坦詩人。[52]

### 13日
- 伊莉莎白·貝茨（Elizabeth Bates），56歲，美國認知科學教授，胰腺癌。[53]
- 路易士·岡薩雷斯·岡薩雷斯，78歲，墨西哥歷史學家。[54]
- 莫莉·哈德威克（Mollie Hardwick），87歲，英國作家。
- 亞歷克西斯·坎納（Alexis Kanner），61歲，法裔加拿大電影和電視演員，心臟病發作。[55]
- 大衛·佩爾洛夫（David Perlov），73歲，以色列紀錄片製片人。[56]
- Balasubramaniam Ramamurthi，81歲，印度神經外科醫生和作家。
- 威廉·羅斯（William Roth），82歲，美國律師和政治家，1971年至2001年擔任特拉華州參議員。[57]
- 谢添，89歲，中國演員、導演。[58]
- 韋伯斯特·楊（Webster Young），71歲，美國爵士小號手（邁爾斯·大衛斯（Miles Davis），約翰·科爾特蘭（John Coltrane），迪茲·吉萊斯皮（Dizzy Gillespie），腦癌。[59]
- Māris Čaklais，63歲，拉脫維亞詩人和作家。

### 14日
- 丹尼爾·阿拉斯（Daniel Arasse），59歲，法國藝術史學家，肌萎縮側索硬化症。[60]
- Don Concannon，73歲，英國工黨政治家。
- 珍妮·奇蓮（Jeanne Crain），78歲，美國女演員，心臟病發作。[61]
- 布拉斯·奧普爾（Blas Ople），75歲，菲律賓記者和政治家，心臟病發作。
- 弗朗索瓦·勞伯（François Rauber），70歲，法國鋼琴家、作曲家、編曲家和指揮家。[62]
- 法蘭克·希蘭（Frank Sheeran），83歲，美國工會領袖和黑幫分子，“愛爾蘭人”，癌症。[63]

### 15日
- 約翰尼·坎寧安（Johnny Cunningham），46歲，英國民謠音樂家，心臟病發作。[64]
- 杰克·格雷戈里（Jack Gregory），80歲，英國運動員和奧運會銀牌得主。[65]
- 加文·哈姆納（Garvin Hamner），79歲，美國棒球運動員（費城費城人隊）。[66]
- Göthe Hedlund，85歲，瑞典速度滑冰運動員和奧運獎牌得主。[67]
- 大衛·S·路易斯（David S. Lewis），86歲，美國航空航天工程師。[68]
- 基思·馬格努森（Keith Magnuson），56歲，加拿大冰球運動員（芝加哥黑鷹隊），交通事故。[69]
- 愛德華·蒙塔涅（Edward Montagne），91歲，美國電視連續劇製片人和電影導演。[70]
- Dora Wasserman，84歲，俄裔加拿大女演員、劇作家和戲劇導演。[71]

### 16日
- 齊格弗里德·霍爾德（Siegfried Hold），72歲，德國電影攝影師。[72]
- 阿爾弗雷德·林奇（Alfred Lynch），72歲，英國演員，癌症。[73]
- 賈德·馬莫爾（Judd Marmor），93歲，美國精神分析學家和精神病學家。[74]
- 雨果·莫澤（Hugo Moser），77歲，阿根廷電視和電影製片人，心血管疾病編劇。
- Madlyn Rhue，68歲，美國女演員，肺炎。
- Aglaja Schmid，77歲，奧地利舞台和電影女演員。[75]
- Veikko Sinisalo，77歲，芬蘭演員。
- 羅伯特·斯坦菲爾德（Robert Stanfield），89歲，加拿大政治家（代表科爾切斯特-漢茨和哈利法克斯的國會議員，新斯科舍省），肺炎。[76]
- 加里·斯圖爾特（Gary Stewart），58歲，美國鄉村音樂歌手“She's Actin' Single （I'm Drinkin' Doubles）”，自殺。[77]
- 瓦斯的哈迪男爵彼得·哈迪（Peter Hardy,Baron Hardy of Wath），72歲，英國工黨政治家。

### 17日
- Ed Devereaux，78歲，澳大利亞演員，癌症。[78]
- 奧托·格雷厄姆（Otto Graham），82歲，美國橄欖球運動員（克利夫蘭布朗隊），職業橄欖球名人堂成員，心臟動脈瘤。[79]
- 沃利·赫德里克（Wally Hedrick），75歲，1950年代加州反主流文化的開創性美國藝術家，畫廊主和教育家。
- 瑪麗·安·傑克遜（Mary Ann Jackson），80歲，美國童星，心臟病發作。
- 何塞·里查（José Richa），69歲，巴西政治家。
- 大衛·史密斯，69歲，英國板球運動員。[80]
- 艾倫·蒂爾文（Alan Tilvern），86歲，英國演員和配音藝術家（Bhowani Junction，《指環王》（1978年電影），《誰陷害了兔子羅傑》（Who Framed Roger Rabbit）。[81]
- 吉姆·沃爾夫（Jim Wolf），51歲，美國橄欖球運動員（Prairie View A&M，匹茲堡鋼人隊，堪薩斯城酋長隊），多發性硬化症。[82]

### 18日
- 查理斯·貝立茲（Charles Berlitz），90歲，美國語言學家，會說32種語言。[83]
- 葛籣·坎寧安（Glenn Cunningham），91歲，美國政治家。
- 傑克·多曼德（Jack Dormand），84歲，英國政治家。
- Ergilio Hato，77歲，來自古拉梳島的荷屬安的列斯守門員。[84]
- 布蘭科·霍瓦特（Branko Horvat），75歲，克羅埃西亞經濟學家和政治家。
- 克雷森·卡尼（Cresson Kearny），89歲，美國陸軍軍官。[85]
- 蘇珊·特拉弗斯（Susan Travers），94歲，唯一一位在法國外籍軍團服役的英國女性。[86]
- 理查·沃爾斯特羅姆（Richard Wahlstrom），72歲，美國奧運賽艇運動員（1952年夏季奧運會男子四人單槳有舵手銅牌）。[87]

### 19日
- 羅傑·科南特（Roger Conant），94歲，美國爬蟲學家，癌症。
- Yan Frid，95歲，蘇聯編劇和電影導演。
- 羅伊·休斯（Roy Hughes），伊斯爾溫男爵（Baron Islwyn），78歲，英國工黨政治家和工會召集人。
- 霍普·兰格（Hope Lange），72歲，美國女演員，缺血性結腸炎，傳染病。[88]
- 海因茨·馬誇特（Heinz Marquardt），80歲，二戰期間德國空軍戰鬥機王牌，鐵十字騎士十字勳章獲得者。
- 卡門·毛羅（Carmen Mauro），77歲，美國棒球運動員（芝加哥小熊隊、布魯克林道奇隊、華盛頓參議員隊、費城田徑隊）。[89]
- Les Tremayne，90歲，英國演員，心力衰竭。[90]

### 20日
- 查理斯·格裡恩，90歲，美國製片人和作曲家。[91]
- Grigore Grigoriu，62歲，摩爾多瓦演員，車禍。[92]
- 艾倫·馬吉（Alan Magee），84歲，美國二戰飛行員，在22,000英尺的墜落，中風，腎衰竭中倖存下來。
- 吉爾·裡斯（Gil Reece），61歲，威爾士足球運動員。[93]
- 科斯塔斯·瓦爾薩米斯（Kostas Valsamis），95歲，希臘雕塑家。

### 21日
- Gawaine Baillie，69歲，英國業餘賽車手、實業家和郵票收藏家。[94]
- M. J. Gopalan，94歲，印度運動員，其中包括板球運動員。[95]
- 阿方索·霍恩洛厄-朗根堡，79歲，西班牙商人和花花公子，前列腺癌。[96]
- G. V. Iyer，86歲，印度電影導演和演員。[97]
- 漢斯·科勒（Hans Koller），82歲，奧地利爵士男高音薩克斯管演奏家和樂隊領隊。[98]
- 安德里亞·斯科蒂（Andrea Scotti），72歲，主要活躍於類型電影。
- 奥列格·特罗扬诺夫斯基，84歲，蘇聯駐日本和中國大使兼駐聯合國代表（1976-1986）。[99]

### 22日
- 米哈伊爾·博羅杜林，36歲，哈薩克冰球運動員（1998年冬奧會男子冰球），肺癌。[100]
- 鄭華明，86歲，美籍華裔設計師、雕塑家和藝術家。
- 戴夫·達德利（Dave Dudley），75歲，美國鄉村音樂歌手，心臟病發作。[101]
- Rose Hill，89歲，英國女演員和歌劇女高音。[102]
- 喬治·派特森（George Patterson），64歲，美國籃球運動員。[103]
- Doris Shadbolt，85歲，加拿大藝術策展人和作家。[104]
- 安德列亞斯·蒂茨（Andreas Tietze），89歲，奧地利土耳其詞典和語言學者。[105]

### 23日
- 查理·鮑爾斯（Charlie Bowles），86歲，美國棒球運動員（費城田徑隊）。[106]
- Kriangsak Chamanan，86歲，泰國總理。
- 瓦倫丁·加夫里洛夫（Valentin Gavrilov），57歲，俄羅斯跳高運動員和奧運獎牌得主。[107]
- 唐·拉蒙德（Don Lamond），83歲，美國爵士鼓手，腦瘤。[108]
- 約翰·紐洛夫（John Newlove），65歲，加拿大詩人和編輯。[109]
- 約翰·桑德斯（John Sanders），70歲，英國管風琴家，肺炎。
- Chandu Sarwate，83歲，印度板球運動員和指紋專家。[110]
- 古列爾莫·特雷維桑，85歲，義大利足球經理和足球運動員。[111]

### 24日
- 赫爾曼·凱澤（Herman Keiser），89歲，美國高爾夫球手，阿爾茨海默病。[112]
- James Kitching，81歲，南非脊椎動物古生物學家，癌症。[113]
- Gunnar Alf Larsen，83歲，挪威工黨政治家。
- 尤金·瑪律采夫（Eugene Maltsev），74歲，蘇聯俄羅斯畫家。
- Noel Toy，84歲，美國滑稽表演者。[114]

### 25日
- 查理斯·康考迪亞（Charles Concordia），95歲，美國電氣工程師和計算機先驅。
- 烏爾夫·伊薩克松（Ulf Isaksson），49歲，瑞典冰球運動員。[115]
- 尼古拉斯·馬夫魯萊斯（Nicholas Mavroules），74歲，美國政治家。
- Nicola Paone，88歲，美國歌手、詞曲作者和餐館老闆。[116]

### 26日
- 休·比恩（Hugh Bean），74歲，英國小提琴家，教師和愛樂樂團團長。[117]
- 盖尔·毕晓普，81歲，美國職業籃球運動員（華盛頓州，費城勇士隊）。[118]
- 雷德芬·弗羅加特，79歲，英國足球運動員。[119]
- 菲爾·戈德曼（Phil Goldman），39歲，美國工程師和企業家，心力衰竭。[120]
- 昌西·哈裡斯（Chauncy Harris），89歲，美國地理學家。[121]
- 克利夫頓·麥克尼利（Clifton McNeely），84歲，美國籃球運動員和教練。
- 保羅·歐文斯（Paul Owens），79歲，美國職業棒球大聯盟經理和球探。
- 伊万·彼得罗夫（Ivan Petrov），83歲，蘇聯和俄羅斯低音歌劇歌手。
- 白井義男，80歲，日本第一位世界拳擊冠軍，肺炎。
- 米兰·瓦西奇，75歲，塞爾維亞歷史學家。
- 田静，74岁 深圳 解放军长沙政治军官进修学院院长，解放军少将

### 27日
- 彼特·阿爾瓦拉多（Pete Alvarado），83歲，美國動畫和漫畫家（迪士尼工作室，華納兄弟動畫公司，西部出版公司），心臟病發作。[122]
- 艾倫·貝茨（Alan Bates），69歲，英國演員（《修復者》《希臘人佐爾巴》《戀愛中的女人》），胰腺癌。[123]
- 伊萬·卡爾德隆，41歲，波多黎各棒球運動員（西雅圖水手隊、芝加哥白襪隊、蒙特利爾世博會），槍擊殺人。[124]
- 英格堡·庫克（Ingeborg Cook），88歲，挪威女演員和歌手。
- 勞倫斯·庫克（Lawrence Cook），73歲，美國演員。[125]
- 格哈德·多爾弗（Gerhard Doerfer），83歲，德國語言學家。[126]
- 維斯塔·古德曼（Vestal Goodman），74歲，美國南方福音歌手，流感併發症。[127]
- 海因茨·基斯林，77歲，德國音樂家、指揮家、作曲家和音樂製作人。[128]
- Nagavally R. S. Kurup，86歲，印度作家和廣播員。
- E. Arsenio Manuel，94歲，菲律賓學者、歷史學家和人類學家。
- K. S. Narasimhaswamy，88歲，印度詩人。
- Richie Niemiera，82歲，美國籃球運動員和教練（聖母大學，韋恩堡活塞隊，安德森包裝工隊）。[129]
- 胡安·加西亞·龐塞，71歲，墨西哥小說家、短篇小說家、散文家和藝術評論家。
- 派翠克·雷諾茲（Patrick J. Reynolds），83歲，愛爾蘭政治家。
- 英若诚，74歲，中國演員（《馬可·波羅》《末代皇帝》《小佛陀》），導演，中國文化部副部長。[130]

### 28日
- 哈拉爾德·費勒（Harald Feller），90歲，瑞士外交官，二戰期間的“國際義人”。
- 蓋伊·埃羅（Guy Héraud），83歲，法國政治家和律師。[131]
- 海倫·克萊布（Helen Kleeb），96歲，美國影視女演員。[132]
- 邁克爾·梅勒（Michael Melle），73歲，南非板球運動員。[133]
- 弗蘭克·帕爾（Frank Parr），85歲，英國國際象棋選手。[134]
- 湯瑪斯·皮爾索爾（Thomas Pearsall），83歲，澳大利亞政治家。
- 波莉·羅森鮑姆（Polly Rosenbaum），104歲，美國政治家和教師。[135]
- 約翰內斯·施密特（Johannes Schmitt），60歲，德國運動員和奧運選手。[136]
- 默里·史密斯（Murray Smith），63歲，英國電視編劇和製片人。
- A. William Sweeney，83歲，美國士兵和律師。
- 約翰·泰恩（John Terraine），82歲，英國軍事歷史學家。
- Kushabhau Thakre，81歲，印度政治家和國會議員。

### 29日
- 查理斯·比阿特利（Charles E. Beatley），87歲，美國政治家，弗吉尼亞州亞歷山大市市長。[137]
- 邁克爾·考特尼（Michael Courtney），58歲，愛爾蘭天主教會主教，殺人罪。
- 海梅·德·皮涅斯（Jaime de Piniés），86歲，西班牙外交官。[138]
- 傑拉爾德·古鐵雷斯（Gerald Gutierrez），53歲，美國托尼獎獲獎舞台導演，呼吸衰竭。[139]
- 厄爾·欣德曼（Earl Hindman），61歲，美國演員（《家居裝修》《視差視圖》《水龍頭》），肺癌。[140]
- 丁斯代爾·蘭登（Dinsdale Landen），71歲，英國演員，肺炎。[141]
- 唐·勞倫斯（Don Lawrence），75歲，英國漫畫家，肺氣腫。[142]
- 鮑勃·蒙克豪斯（Bob Monkhouse），75歲，英國喜劇演員和遊戲節目主持人，前列腺癌。
- Tino Schwierzina，76歲，德國律師和政治家。
- 蜜雪兒·扎諾利（Michel Zanoli），35歲，荷蘭公路自行車運動員（男子個人公路賽，1988年夏季奧運會男子團體計時賽），心力衰竭。[143]
- Ersa Siregar，52歲，印尼記者，被謀殺

### 30日
- 大衛·貝爾（David Bale），62歲，南非商人和活動家，淋巴瘤。[144]
- 弗拉基米爾·博戈莫洛夫，77歲，蘇聯作家（《關鍵時刻》，1973年）。[145]
- 約翰·格雷戈里·鄧恩（John Gregory Dunne），71歲，美國小說家和編劇，心臟病發作。[146]
- 諾拉·海森（Nora Heysen），92歲，澳大利亞藝術家。[147]
- 伊布拉姆·拉索（Ibram Lassaw），90歲，俄裔美國雕塑家。[148]
- 梅艷芳，40歲，香港流行天后，子宮頸癌。[149]
- 派特裡夏·羅克（Patricia Roc），88歲，英國電影女演員，腎衰竭。
- 約翰尼·桑茲（Johnny Sands），75歲，美國影視演員。
- 薩爾瑪·索班（Salma Sobhan），66歲，孟加拉國律師、學者和人權活動家。
- Hukwe Zawose，65歲，坦尚尼亞音樂家。[150]

### 31日
- 日耳曼·阿普赫金，67歲，蘇俄足球運動員。
- 傑弗里·湯瑪斯·桑德福德·貝利斯（Geoffrey Thomas Sandford Baylis），90歲，紐西蘭植物學家和學者。
- 約翰·弗蘭克斯（John A. Franks），78歲，美國商人，純種賽馬擁有者和飼養員。
- Dora Gad，91歲，以色列室內設計師。[151]
- 傑拉爾德·戈德堡（Gerald Goldberg），91歲，愛爾蘭律師和政治家。
- 貝拉·朱萊斯（Béla Julesz），75歲，匈牙利裔美國視覺神經科學家和實驗心理學家。
- 貝拉·卡爾帕蒂（Béla Kárpáti），74歲，匈牙利足球運動員。
- 寶拉·雷蒙德（Paula Raymond），79歲，美國模特和女演員，呼吸衰竭。[152]
- 大衛·斯科特·巴雷特（David Scott-Barrett），81歲，英國陸軍上將。[153]
- Arthur R. von Hippel，105歲，德裔美國科學家，麻省理工學院教授。[154]
- 齊格林德·瓦格納（Sieglinde Wagner），82歲，奧地利歌劇女低音。[155]
- 馬克斯·韋斯特，87歲，美國棒球運動員（波士頓蜜蜂隊/勇士隊、辛辛那提紅人隊、匹茲堡海盜隊），腦癌。[156]